# Florian Mühlstein
Florian Mühlstein (* 12. November 1990 in Villach) ist ein österreicher Eishockeyspieler, der zuletzt beim EC VSV in der Österreichischen Eishockey-Liga unter Vertrag stand.

## Karriere
Florian Mühlstein entstammt der Nachwuchsabteilung des EC VSV. Mit 16 Jahren wechselte er zum EC KAC in die höchste österreichische U20-Liga. In der Saison 2008/09 absolvierte er seine ersten Spiele in der Österreichischen Eishockey-Liga für die Kärntner, mit denen er in dieser Saison auch den österreichischen Titel bei den Herren und in der U20 erringen konnte. Anschließend wechselte er zum EC Red Bull Salzburg, für den er bis 2015 spielte. Mit den roten Bullen konnte er 2010 ebenfalls die österreichische Juniorenmeisterschaft und den Meistertitel bei den Herren erringen. 2011 gewann er mit den Salzburgern neben dem Landesmeistertitel auch die European Trophy durch einen 3:2-Endspielsieg gegen Jokerit Helsinki.
Am Ende der Saison 2014/15 gewann er mit dem EC Red Bull einen weiteren Meistertitel. Anschließend kehrte er zum EC VSV zurück, da er zuletzt beim EC Red Bull nur noch sporadisch eingesetzt worden war. Seit Ende der Saison 2016/17 ist er vereinslos.

### International
Mühlstein spielte für Österreich im Juniorenbereich bei der U18-Weltmeisterschaft 2008 in der Division I sowie den U20-Weltmeisterschaften 2009 in der Division I und 2010 in der Top-Division. 
Sein Debüt in der Herren-Nationalmannschaft gab er am 16. Dezember 2010 bei der 2:5-Niederlage gegen Norwegen im slowenischen Jesenice. Den ersten Einsatz bei einer Weltmeisterschaft bekam er in der Division I der Eishockey-Weltmeisterschaft 2014. Dort erreichte er mit der Österreichischen Mannschaft den Aufstieg in die Top-Division, in der er dann bei der Weltmeisterschaft 2015 spielte.

## Erfolge und Auszeichnungen
- 2009 Aufstieg in die Top-Division bei der U20-Weltmeisterschaft der Division I, Gruppe B
- 2009 Österreichischer Juniorenmeister mit dem Klagenfurter AC
- 2009 Österreichischer Meister mit dem Klagenfurter AC
- 2010 Österreichischer Juniorenmeister mit dem EC Red Bull Salzburg
- 2010 Österreichischer Meister mit dem EC Red Bull Salzburg
- 2011 Österreichischer Meister mit dem EC Red Bull Salzburg
- 2011 Gewinn der European Trophy mit dem EC Red Bull Salzburg
- 2014 Aufstieg in die Top-Division bei der Weltmeisterschaft der Division I, Gruppe A
- 2015 Österreichischer Meister mit dem EC Red Bull Salzburg

## OEHL-Statistik
(Stand: Ende der Saison 2016/17)